# Gorzkie żale

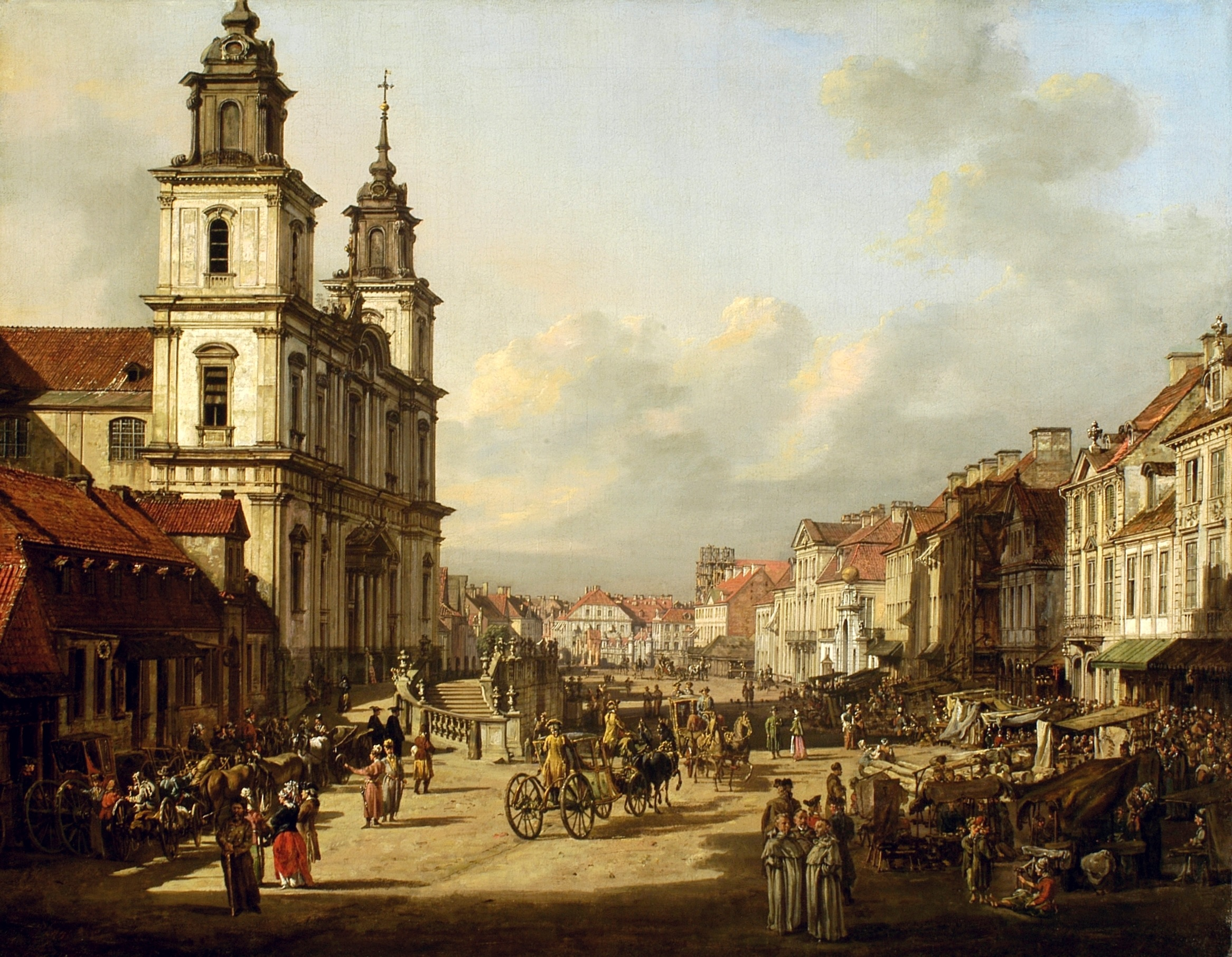
Kościół św. Krzyża w Warszawie, w którym w 1707 po raz pierwszy odprawiono nabożeństwo Gorzkie Żale, na obrazie Bernarda Belotta (Canaletta)

Gorzkie Żale – nabożeństwo pasyjne w Kościele katolickim, mające najczęściej formę nabożeństwa eucharystycznego, odprawianego w okresie wielkiego postu, szczególnie w niedziele, ale również – zależnie od lokalnych zwyczajów – w inne dni (np. w czasie Triduum Paschalnego, zwłaszcza w Wielki Piątek). Gorzkie Żale są tradycją wyłącznie polską. Składa się z trzech części. W poszczególne niedziele Wielkiego Postu odprawia się kolejne części (dwukrotnie, gdyż wielki post trwa sześć tygodni), natomiast Zachęta (Pobudka) pozostaje zawsze ta sama.

## Historia i pochodzenie

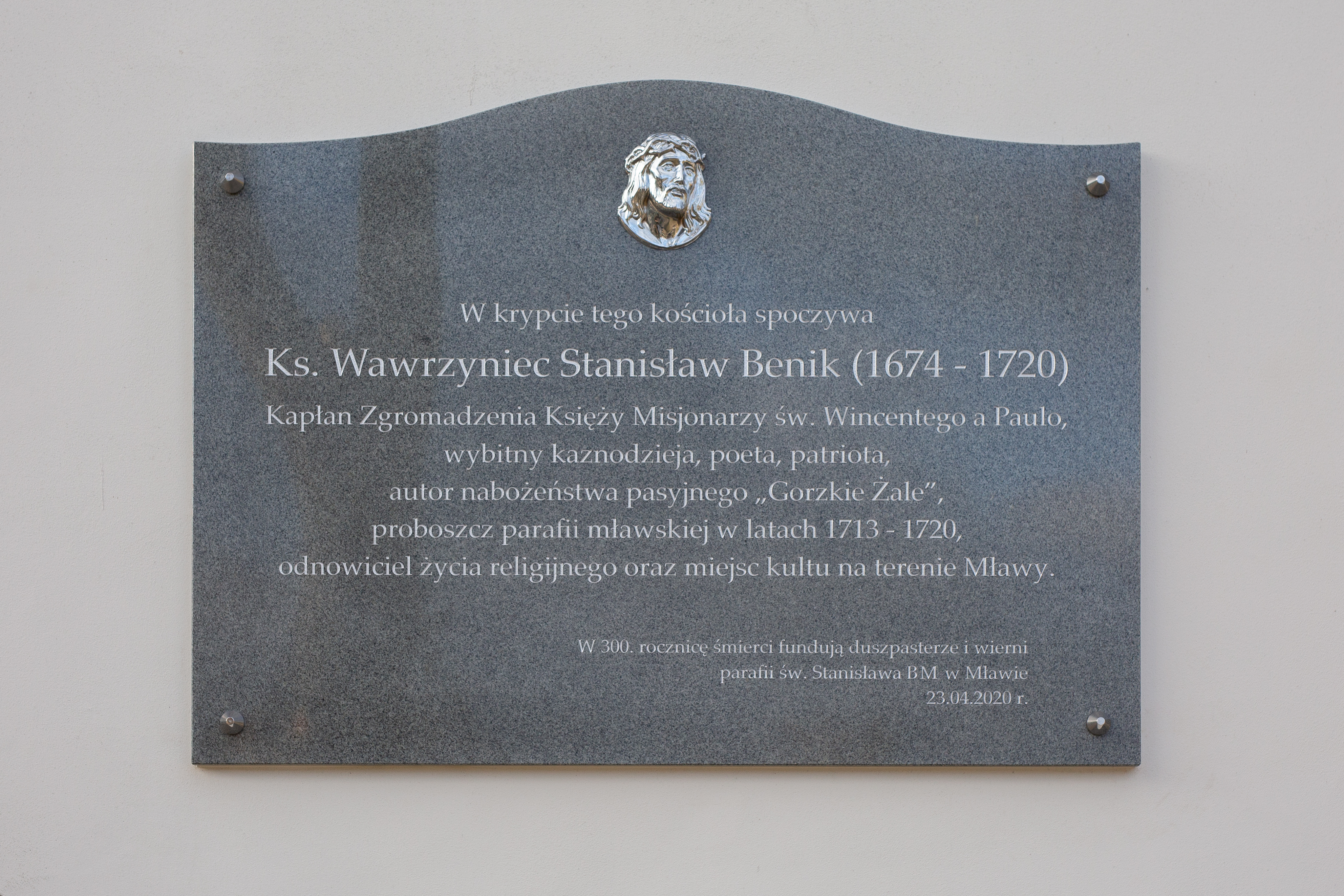
tablica pamiątkowa, epitafium Wawrzyńca Stanisława Benika przy wejściu do krypty kościoła pw. św. Wawrzyńca w Mławie, gdzie jest pochowany

Nabożeństwo z jednej strony opiera się na motywach Jutrzni w formie praktykowanej w XVIII w., z drugiej zaś zawiera pewne elementy średniowiecznych pasyjnych misteriów liturgicznych. Na ich podstawie ks. Wawrzyniec Benik ze zgromadzenia księży misjonarzy świętego Wincentego à Paulo opracował strukturę i napisał tekst nowego nabożeństwa.
Na początku XVIII wieku ówczesny proboszcz kościoła św. Krzyża w Warszawie, ksiądz Michał Bartłomiej Tarło (późniejszy biskup poznański), oraz Bractwo św. Rocha, istniejące od 1688 przy tym kościele, rozpoczęli starania o pozwolenia na odprawianie w świątyni specjalnego nabożeństwa pasyjnego. Gorzkie Żale po raz pierwszy zostały odprawione 13 marca 1707 r.  w kościele Świętego Krzyża.  Pierwszy raz zostało wydane drukiem w 1707 roku staraniem ks. Wawrzyńca Stanisława Benika pod tytułem Snopek Mirry z Ogrodu Gethsemańskiego albo żałosne Gorzkie Męki Syna Bożego […] rospamiętywanie.
Nabożeństwo pierwotnie przeznaczone było dla Bractwa Świętego Rocha, ale szybko zdobyło popularność wśród wiernych i zostało wprowadzone do innych kościołów w Warszawie, a następnie w całej Polsce.
Żeby doszukać się podobieństwa strukturalnego Gorzkich Żali i Jutrzni, trzeba wiedzieć, że ta ostatnia nazwa oznacza nie jedno, a dwa różne nabożeństwa. W obecnych brewiarzach Jutrznią nazywana jest godzina kanoniczna, która po łacinie zwie się Laudes, a która dawniej w Polsce była zwana „Chwalbą”. Natomiast do reform liturgicznych Pawła VI Jutrznią zwano nabożeństwo, które po łacinie zwie się Matutinum, a któremu w obecnym brewiarzu odpowiada Godzina Czytań. Właśnie na owym Matutinum wzorowane są Gorzkie Żale.
Dawna Jutrznia składała się z wezwania i trzech nokturnów. W każdym zaś nokturnie były trzy psalmy. Po reformie układ ten zachował się jedynie w monastycznej Godzinie Czytań, z tym że tam w tygodniu są dwa nokturny, a jedynie w niedzielę trzy. Analogicznie Gorzkie Żale składają się z pobudki i trzech części, z których każda zawiera trzy pieśni. Co więcej, niektóre Jutrznie, na przykład żałobną, można było rozbijać na trzy dni i każdego dnia śpiewać inny nokturn. Podobnie jest też z Gorzkimi Żalami, które również rozbija się na części i w kolejne niedziele Wielkiego Postu śpiewa się po jednej z nich.
Do naszych czasów przetrwał (mało praktykowany) zwyczaj w niektórych parafiach, zwłaszcza u franciszkanów tzw. „Marcowych Piątków” tj. w każdy piątek Wielkiego Postu celebrowania nabożeństwa Drogi krzyżowej, Gorzkich żali z kazaniem pasyjnym i mszy św.

## Melodia
Gorzkie Żale po raz pierwszy wybrzmiały 13 marca 1707 r. w kościele Świętego Krzyża w Warszawie. Nie wiadomo jaka była pierwotna melodia Gorzkich Żalów, gdyż nie zachowały się żadne źródła (melodyczne zapisy). Nabożeństwo było w głównej mierze śpiewane, choć częściowo także recytowane. Pierwszy zapis pojawia się po około stu latach istnienia nabożeństwa i są to dwa zapisy różnej muzyki. Najstarsza znana wersja zapisanej melodii zawarta jest w drukowanym zbiorze J. Hejlińskiego i M. Dębińskiego: Melodie do wyboru pieśni na dwa lub trzy głosy z organami (1826) oraz w śpiewniku kościelnym z roku 1838 - ks. Michała Marcina Mioduszewskiego CM. W śpiewniku Jana Siedleckiego z 1959 r., który jest przeredagowaną wersją śpiewnika ks. Mioduszewskiego (1838) umieszczona jest kompromisowa melodia Gorzkich Żali - ujednolicona i uproszczona (przez autorów śpiewników kościelnych i zatwierdzona przez komisję liturgiczną ds. muzyki kościelnej), uznawana za wersję podstawową i oficjalną. Być może jest to melodia najbliższa oryginałowi z 1707 r.
Niemal w każdym kościele w Polsce istnieje jednak wiele wariantów melodycznych oraz wersji lokalnych (trudno jest znaleźć podobne do siebie wykonania w poszczególnych parafiach, chociaż zachowują związek z wersją pierwotną). Śpiewane warianty są mocno kultywowane w kościołach od wielu lat czy wieków. Powstały publikacje (na podstawie badań) o wariantach muzycznych w różnych parafiach Polski (np. archidiecezji krakowskiej czy przemyskiej), wynika z nich, że poszczególnie warianty muzyczne są wartościowym świadectwem lokalnej muzycznej kultury oraz zaświadczają o artystycznej wrażliwości pokoleń. Przyjmuję się że dotychczasowa praktyka kultywowana w parafiach jest dobra, gdyż wszelkie zmiany w Gorzkich Żalach (np. z melodii lokalnej do oficjalnie przyjętej) zubażają lokalną muzyczną kulturę i mogą skutkować odsunięciem wiernych od tego nabożeństwa (dokonać inkulturacji lub interioryzacji), a głównym celem pasyjnego nabożeństwa Gorzkich Żali jest rozważanie Męki Chrystusa.

## Struktura
Całość nabożeństwa podzielona jest na trzy części odmawiane cyklicznie, tak że cały cykl odmawiany jest dwukrotnie w ciągu całego Wielkiego Postu. W każdą niedzielę odprawia się jedną część: 
- Zachęta (w każdą niedzielę);
- Część I (I i IV Niedziela Wielkiego Postu);
- Część II (II i V Niedziela Wielkiego Postu);
- Część III (III Niedziela Wielkiego Postu i Niedziela Palmowa);
- Wszystkie części (Wielki Piątek)[22].

Struktura nabożeństwa wygląda następująco:
- Wystawienie Najświętszego Sakramentu z odpowiednią pieśnią;
- Gorzkie Żale rozpoczynają się Pobudką (inaczej Zachętą), która jest zawsze taka sama, niezależnie od części nabożeństwa;
- następnie odczytywana jest Intencja nabożeństwa (w każdej części o innej treści) wraz z wprowadzeniem do śpiewanych rozważań, po czym wykonywane są następujące pieśni:
- Hymn;
- Lament duszy nad cierpiącym Jezusem;
- Rozmowa duszy z Matką Bolesną (tradycja nakazuje śpiewanie zwrotek nieparzystych kobietom, a parzystych mężczyznom);
- Któryś za nas cierpiał rany.
- po tym z reguły następuje kazanie pasyjne;
- na koniec celebrans błogosławi Najświętszym Sakramentem, co poprzedza i po czym następuje odpowiednia pieśń.

Przebieg nabożeństwa bywa różny, zależny od lokalnych zwyczajów. Poza wymienionymi pieśniami mogą pojawić się również takie elementy, jak dodatkowe śpiewy (np. na rozpoczęcie i zakończenie nabożeństwa), litanie, antyfony, suplikacje. 
Jednym z przykładów jest rozpoczęcie Gorzkich Żali (przed Pobudką) pieśnią „Pozwól mi Twe męki śpiewać” (zwyczaj zachowany w niektórych kościołach do obecnych czasów). Istniał dawny zwyczaj urządzania procesji z Najświętszym Sakramentem z którego w większości kościołów zrezygnowano, natomiast na zakończenie (po błogosławieństwie), w niektórych kościołach istnieje nadal zwyczaj podawania wiernym do ucałowania relikwii drzewa Krzyża świętego, świętych Pańskich albo samego krzyża. 
Podczas nabożeństwa Gorzkich Żali przyjmowane są odpowiednie postawy: klęcząca, stojąca i siedząca (np. Intencję wysłuchujemy w postawie siedzącej).

## Fragmenty usunięte z oryginalnego tekstu
Tekst na przestrzeni (trzech) wieków nie uległ większym zmianom (nieznacznie przystosowano słownictwo i pisownię do nowych czasów). Z oryginalnej wersji z 1707 roku usunięto (ok. XX w.) także fragmenty nawiązujące do „Żydów”.
| Tekst z 1707                                                            | Tekst współczesny                                                       |
| ----------------------------------------------------------------------- | ----------------------------------------------------------------------- |
| Bije, popycha, żyd nieposkromiony, Nielitościwie z tej i z owej strony. | Bije, popycha tłum nieposkromiony, Nielitościwie z tej i z owej strony. |
| Jezu! na zabicie okrutne, Cichy Baranku od żydów szukany.               | Jezu! na zabicie okrutne, Cichy Baranku od wrogów szukany.              |
| Jezu! od żydostwa niewinnie, Jako łotr godzien śmierci obwołany.        | Jezu! od pospólstwa niewinnie, Jako łotr godzien śmierci obwołany.      |
| Jezu! z najgrawania od żydów, Na pośmiewisko purpurą odziany.           | Jezu! od żołnierzy niegodnie, Na pośmiewisko purpurą odziany.           |

## Gorzkie żale poza Polską
Tekst Gorzkich Żali przetłumaczono na różne języki, choć nigdzie nabożeństwo to nie stało się tak popularne, jak w Polsce. Gorzkie Żale odprawiane są w duszpasterstwach polonijnych, a także m.in. na Białorusi, Łotwie i Ukrainie.

## Kościół Katolicki Mariawitów w RP
W Kościele Katolickim Mariawitów w okresie Wielkiego Postu odprawiane są również Gorzkie Żale o Mateczce – nabożeństwo ku czci Marii Franciszki Kozłowskiej, poświęcone jej cierpieniom chorobowym i śmierci.